# Callisthenia costilobata
Callisthenia costilobata är en fjärilsart som beskrevs av Rothschild 1913. Callisthenia costilobata ingår i släktet Callisthenia och familjen björnspinnare. Inga underarter finns listade i Catalogue of Life.